# Гаспаре Скудері
Гаспаре Скудері (італ. Gaspare Scuderi); *1889, Трапані — †1962, Мілан) — італійський композитор і музикознавець.
Закінчив консерваторію в Неаполі, потім жив і працював переважно в Мілані, за винятком останнього періоду життя, коли в 1955 році став директором Пармської консерваторії.
Опублікував книги про опери П'єтро Масканьї «Ірис» (італ. Iris; guida attraverso il dramma e la musica); 1924) та Крістофа Віллібальда Глюка «Орфей» (італ. Orfeo; guida attraverso il dramma e la musica); 1924), а також оглядову роботу про фортепіанні сонати Людвіга ван Бетховена (італ. Le Sonate per pianoforte di Beethoven); 1933, перевидання 1958 та 1985).
Автор опери «Доната» (італ. Donata); 1938), симфонічних, камерних і вокальних творів.
Іменем Скудері названі вулиці в його рідному Трапані та в Римі.